# 5-та піхотна дивізія (США)
5-та піхотна дивізія (США) (англ. 5th Infantry Division (United States) — військове з'єднання, піхотна дивізія армії США. Дивізія брала участь у бойових діях Першої та Другої світових, В'єтнамської війн, а також у вторгненні американських військ у Панаму.

## Історія
5-та піхотна дивізія сформована 11 грудня 1917 року в Кемп Логан, поблизу Х'юстона в Техасі. 1 травня 1918 року з'єднання у повному складі прибуло на Західний фронт Першої світової війни й взяла активну участь у битвах за Сен-Мієль та в Мез-Аргоннській операції. Після капітуляції Німеччини залишалася з окупаційними функціями на території Бельгії та Люксембургу. У липні 1919 року її повернули з Європи до континентальних Сполучених Штатів, спочатку у Форт Гордон, Джорджія, а пізніше у Форт Джексон, у штаті Південна Кароліна. У 1921 році 5-ту дивізію розформували.
Вдруге дивізію активували на початку Другої світової війни восени 1939 року в Форт Маккліллан, Алабама. У травні 1942 року її перекинули на Ісландію, де вона змінила на острові британські окупаційні сили.
У червні 1944 5-та дивізія висадилася на узбережжя Нормандії на плацдармі «Юта», билася проти німецьких військ за визволення французьких міст Комон-л'Еванте, Відувіль, Сен-Ло, Анже, Шартр, Фонтенбло й Монтеро-Фо-Іонн та 24 серпня після форсування Марни звільнила Реймс. 30 серпня передові підрозділи дивізії закріпилися на сході від Вердена. Надалі з'єднання билося на сході Франції, 4 грудня перетнула з боями німецько-французькій кордон і захопила Фельклінген.
5-та дивізія стала першою союзною частиною, що в ніч на 22 березня 1945 форсувала Рейн, де захопивши у полон 19 000 німецьких вояків, продовжила стрімкий наступ на схід на Франкфурт-на-Майні, котрий опанувала 27-29 березня 1945 року. Надалі брала участь у ліквідації Рурського котла, 1 травня вийшла на чехословацький кордон. Завершення війни в Європі застало дивізію у містах Воларі та Вімперк.
Загалом 5-та піхотна дивізія за 270 днів та ночей пройшла з боями по дорогах Європи, втративши 2 083 солдати загиблими, 9 278 — пораненими, 1 073 — зниклими безвісти та 101 американський солдат потрапив у полон. 20 вересня 1946 року після повернення з війни, дивізію розформована.
Знову відновлена 15 липня 1947 року й дислокувалася у Західній Німеччині, як частина американських військ у НАТО. У 1960-ті роки повернулася до США, з пунктом постійної дислокації у Форт Карсон, Колорадо.
З 1968 по 1971 року одна з трьох бригад дивізії перебувала на постійній основі у В'єтнамі, де підрозділи дивізії взяли найактивнішу участь у боях з В'єтконгом та армією Північного В'єтнаму.
У 1989 році 5-та піхотна дивізія залучалася до військової операції «Справедлива справа» у Панамі, з метою повалення лідера країни Мануеля Нор'єгі, та допомагала американському спецпідрозділу «Дельта» в операції «Кислотний гамбіт».
24 листопада 1992 року 5-та піхотна дивізія за планом скорочення збройних сил США після Холодної війни знову деактивована.